# Drabescus pallidus
Drabescus pallidus är en insektsart som beskrevs av Matsumura 1912. Drabescus pallidus ingår i släktet Drabescus och familjen dvärgstritar. Inga underarter finns listade i Catalogue of Life.